# Jonzieux
Jonzieux település Franciaországban, Loire megyében. Lakosainak száma 1229 fő (2022. január 1.). Jonzieux Saint-Just-Malmont, Saint-Victor-Malescours, Marlhes, Saint-Genest-Malifaux és Saint-Romain-les-Atheux községekkel határos.

## Népesség
A település népességének változása:
| Lakosok száma | 791  | 892  | 1034 | 1252 | 1186 | 1161 | 1170 | 1224 | 1226 | 1229 |
|               | 1968 | 1982 | 1990 | 2006 | 2013 | 2015 | 2017 | 2019 | 2020 | 2022 |